# عمار ملاح
محمد الصالح ملاح المعروف بعمار ملاح (من مواليد 15 فبراير 1938 في المعذر بالجزائر)، هو رائد وكاتب جزائري. يعتبر من المُقاومين القلائل الذين لهم عدة إصدارات وكتب عن الثورة وما بعد الثورة، أبرزها كتاب «حركة 14 ديسمبر 1967 لضباط الجيش الوطني الشعبي».

## مسيرته
ولد عمار ملاح في 15 فبراير 1938 في المعذر بولاية باتنة. انضم عمار إلى جيش التحرير الوطني مباشرة بعد الإضراب الطلابي في مايو 1956. قاتل بشكل خاص في قريته عين القصر (المعذر) بجبل بوعريف، وتسلق رتب المسؤولية ميدانياً. في يناير 1962، ترقى إلى عضو مجلس الولاية 1، قائدًا مسؤولًا عن المخابرات والاتصال.
اختار الخدمة الفعلية في الجيش الوطني الشعبي بعد الاستقلال في عام 1962. تولّى عدة مسؤوليات داخل الجيش الوطني الشعبي، منها قائد المنطقة العسكرية الخامسة (باتنة) مابين 1962 و1964، وقائد المنطقة العسكرية الرابعة (ورقلة) ما بين 1964 و1965.
بين عامي 1965 و1967، تلقى دراسات عسكرية في مجال قيادة الأركان العامة للجيش، في أكاديمية فرونزي العسكرية بموسكو، ثم التحق بمركز القيادة لهيئة الأركان العامة في الجزائر العاصمة، على رأس مكتب التنظيم والتعبئة لهيئة الأركان العامة التابع للجيش الوطني الشعبي. شارك في حركة 14 ديسمبر 1967 الفاشلة ضد الرئيس هواري بومدين.

### محاولة اغتيال بومدين
كان عمار القائد الميداني لعملية الانقلاب الفاشل ضد الرئيس هواري بومدين في أبريل 1968، تحت إشراف العقيد الطاهر زبيري. في مايو 1968، اعتقلته المحكمة الثورية في وهران، وحكمت عليه بالإعدام في عام 1969. بعد أن قضى 11 عامًا في السجن، عفا عنه الرئيس الشاذلي بن جديد وأفرج عنه في أبريل 1979.
القائد عمار الملاح هو عضو في المنظمة الوطنية للمجاهدين منذ عام 1990، ورئيس جمعية أول نوفمبر 1954.
في يناير 2010، عيّن الرئيس عبد العزيز بوتفليقة الرائد عمار الملاح عضوًا في مجلس الأمة الجزائري عن الثلث الرئاسي.

## أعماله
له عدة كتب عن تاريخ الثورة الجزائرية:
- 2004: حركة 14 ديسمبر 1967 لضباط الجيش الوطني الشعبي.[3]
- 2003: وقائع وحقائق عن الثورة التحريرية بالأوراس.[4]
- 2012: محطات حاسمة في ثورة أول نوفمبر 1954.[5]
- 2012: قادة جيش التحرير الوطني – الولاية (1) - الجزء الأول.[6]
- 2012: قادة جيش التحرير الوطني – الولاية (1) - الجزء الثاني.[7]
- 2013: قادة جيش التحرير الوطني – الولاية (1) - الجزء الثالث.[8]
- 2017: الولاية الأولى التاريخية لجيش وجبهة التحرير الوطني.[9]